# Reëel deel

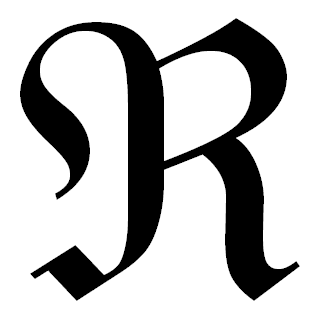
Hoofdletter R in Fraktur

Het reële deel van het complexe getal is.

Van een complex getal {\displaystyle z}, weergegeven met de reële getallen {\displaystyle x} en {\displaystyle y} als {\displaystyle z=x+iy}, heet {\displaystyle x} het reële deel van {\displaystyle z}. Wordt {\displaystyle z} voorgesteld als het geordende paar {\displaystyle z=(x,y)} dan is het eerste element van het paar het reële deel van {\displaystyle z}. Een complex getal heeft dus een reëel deel en een imaginair deel.
Het reële deel van {\displaystyle z} wordt genoteerd als {\displaystyle \mathrm {Re} (z)} of ook als {\displaystyle \Re (z),} waarin {\displaystyle \Re } de hoofdletter R is in Fraktur.

## Eigenschappen
De complexe functie die het complexe getal {\displaystyle z} afbeeldt op zijn reële deel, is niet holomorf.
Met behulp van de complex geconjugeerde {\displaystyle {\bar {z}}} van {\displaystyle z} kan het reële deel van {\displaystyle z} geschreven worden als
{\displaystyle \mathrm {Re} (z)={\frac {z+{\bar {z}}}{2}}}.
Voor de polaire vorm
{\displaystyle z=r\,e^{i\varphi }=r(\cos \varphi +i\,\sin \varphi )}
geldt
{\displaystyle \mathrm {Re} (z)=r\,\cos \varphi }.

## Voorbeelden
- Berekeningen met echte periodieke functies, zoals wisselstromen en elektromagnetische velden worden vereenvoudigd door ze als reële delen van complexe functies op te schrijven, met een fasor.
- Een sinusoïde kan op dezelfde manier als het reële deel van een complexe {\displaystyle e}-macht worden geschreven. Bijvoorbeeld:

{\displaystyle {\begin{aligned}\cos(n\theta )+\cos((n-2)\theta )&=\mathrm {Re} \left(e^{in\theta }+e^{i(n-2)\theta }\right)\\&=\mathrm {Re} \left(\left(e^{i\theta }+e^{-i\theta }\right)\cdot e^{i(n-1)\theta }\right)\\&=\mathrm {Re} \left(2\cos(\theta )\cdot e^{i(n-1)\theta }\right)\\&=2\cos(\theta )\cdot \mathrm {Re} \left(e^{i(n-1)\theta }\right)\\&=2\cos(\theta )\cdot \cos((n-1)\theta ).\end{aligned}}}